# Alcarràs (filme)
Alcarràs é um longa-metragem hispânico-italiano de drama lançado em 2022 dirigido por Carla Simón e escrito pela mesma junto a Arnau Vilaró. Ambientado e filmado em Alcarràs, Catalunha, no dialeto ocidental espanhol, catalão, apresentando um elenco não profissional de atores, conta uma história familiar sobre o desaparecimento de seu estilo vida baseado na colheita de pêssego. Vencedor do Urso de Ouro no 72º Festival Internacional de Cinema de Berlim, converteu-se no primeiro filme da história nesta língua a receber este prémio. Ademais, foi escolhido Representante Espanhol na corrida pelos Óscar como melhor filme internacional.

## Enredo
Ambientado em Alcarràs (localidade do leste da Catalunha), o enredo consiste num drama rural familiar sobre o desaparecimento das atividades agrícolas. Depois de 80 anos e três gerações cultivando as mesmas terras (uma plantação de pessegueiros), a família Solé é forçada a deixá-las no final do verão, pois no local vai ser instalado um campo de painéis fotovoltaicos.
Alcarràs é a história desta espera, a crónica de um último verão ao longo dos dois meses de colheita. Em soma, a testemunha de um ecossistema rachado. A família atua como um só, sem esquecer as individualidades de cada uma das personagens e sua forma de enfrentar a adversidade.

## Elenco
- Jordi Pujol Dolcet: Quimet
- Anna Rodríguez Otín: Dolors
- Xènia Roset: Mariona[2]
- Albert Bosch: Roger
- Ainet Jounou: Iris
- Josep Abad: Rogelio
- Montse Oró: Nati
- Carles Cabós: Cisco
- Isaac Rovira: Paz[10]
- Joel Rovira: Pere
- Berta Pipó: Glòria
- Elna Folguera: Teia[11]
- Antònia Castells: Pepita[12]

## Produção

### Roteiro

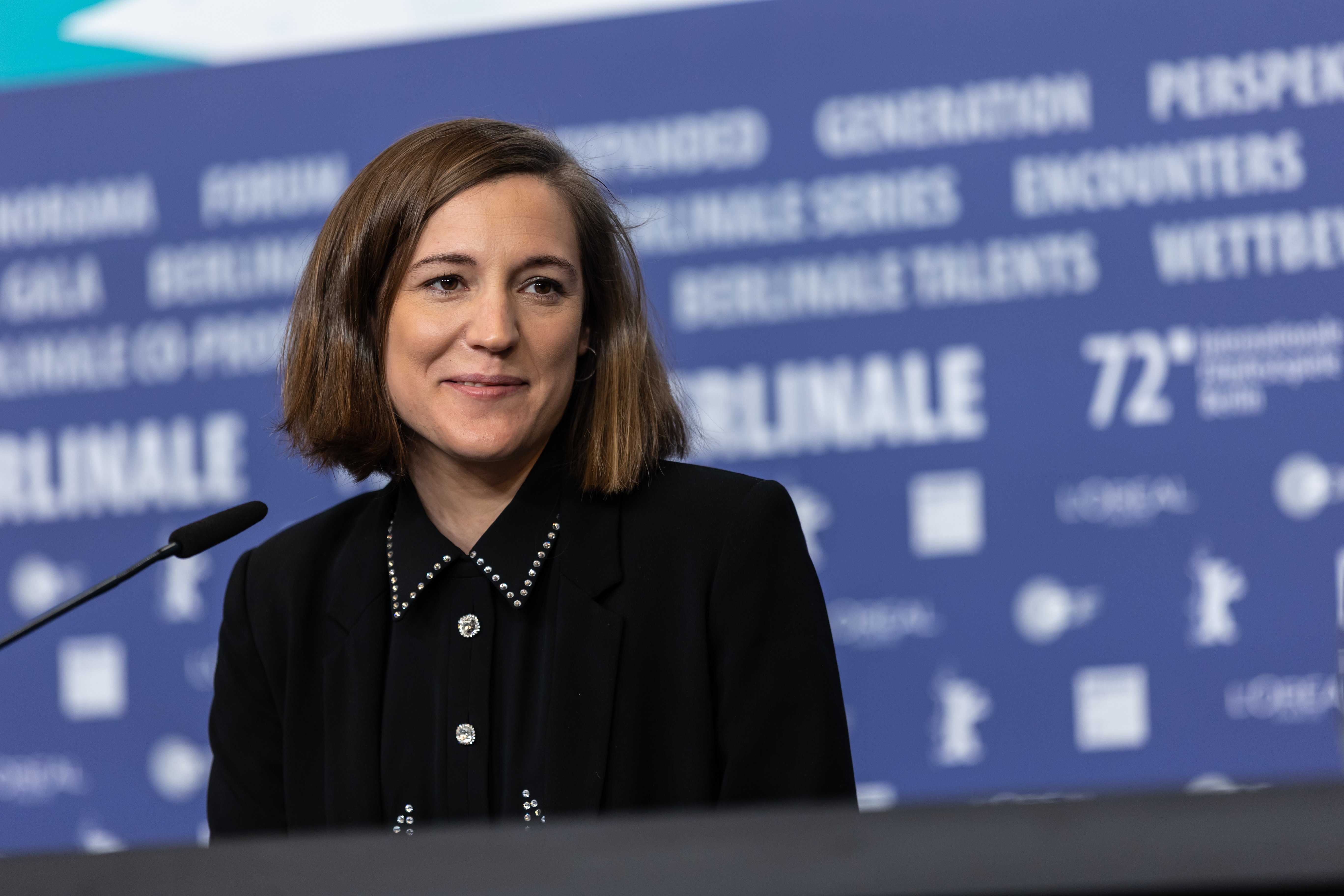
A diretora Carla Simón na roda de imprensa de Alcarràs na Berlinale

A morte do seu avô fez que a cineasta Carla Simón sentisse a necessidade de pôr o holofote no seu legado e de se perguntar o que aconteceu com a terra que ele trabalhou. O roteiro foi escrito a quatro mãos por Simón, baseando-se na lembrança do seu avô e dos seus tios, que seguem a cultivar pêssegos, juntamente com Arnau Vilaró, filho e neto de camponeses, quem Simón conheceu na universidade. O processo de escritura teve até 22 versões.

### Filmagem

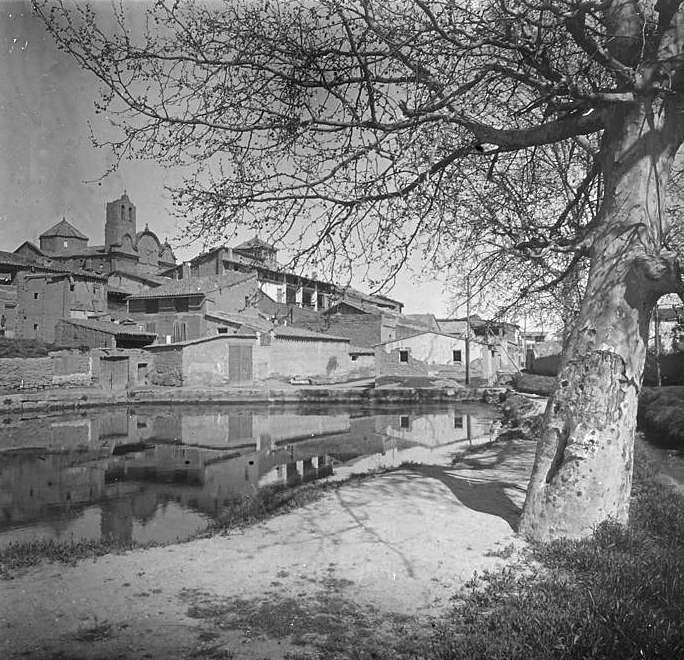
Imagem histórica do município de Alcarràs

O filme foi produzido por Avalon e Vilaüt Filmes, juntamente com Kino Produzioni e TV3, com a participação de RTVE e Movistar+ e o apoio do Instituto da Cinematografia e das Artes Audiovisuais, o Instituto Catalão das Empresas Culturais, Creative Europe MEDIA, Eurimages, MIBACT e a Deputação de Lérida. O orçamento aproximado foi de três milhões de euros. A diretora de fotografia foi a boliviana Daniela Cajías, ganhadora de um prêmio Goya.
A produção devia ter começado em março de 2020, mas o estouro da pandemia de COVID-19 obrigou a adiar temporariamente o projeto. A idade dos atores da filmagem, entre os quais há pessoas idosas, também fez aumentar as medidas sanitárias de prevenção.
Finalmente, a equipe de filmagem começou o 1º de junho de 2021 na localidade de Alcarràs no meio da temporada de colheita de fruta; em localizações reais e filmadas sem filtros. Parte do filme também se filmou em vilarejos próximos como Sucs, Monral, el Puntal, la Llitera, Fraga, Massalcoreig e La Granja d'Escarp.
A filmagem finalizou depois de oito semanas e, contudo, contou-se da colaboração de até 24 municípios das comarcas do Segrià, o Pla d'Urgell, a Noguera e a Faixa de Aragão.

### Casting

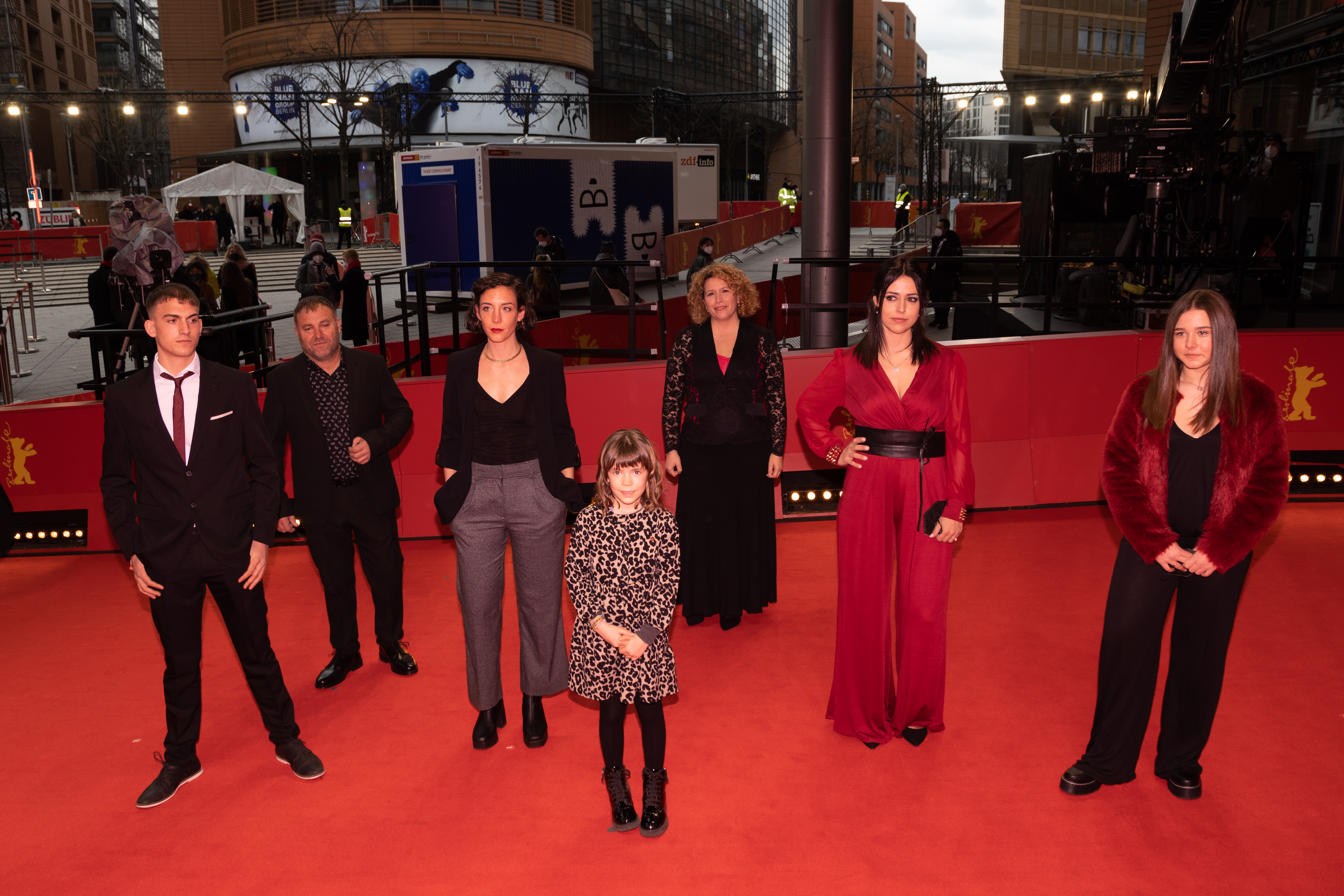
Membros do elenco durante a apresentação do filme na Berlinale

O elenco coral que integra a família Solé está formado por intérpretes amadores da região, selecionados em entrevistas individuais. O casting iniciou-se em 2019, desempenhou-se durante um ano com a participação de mais de 9.000 aspirantes sem experiência prévia no mundo da interpretação. Segundo Simón, esta decisão foi tomada para selecionar pessoas que trabalhassem a terra e que falassem o dialeto catalão norte-ocidental. A diretora de càsting foi Mireia Juárez, quem já selecionara o elenco de obras cinematográficas como Truman, El olivo e Estiu 1993.

### Intérpretes

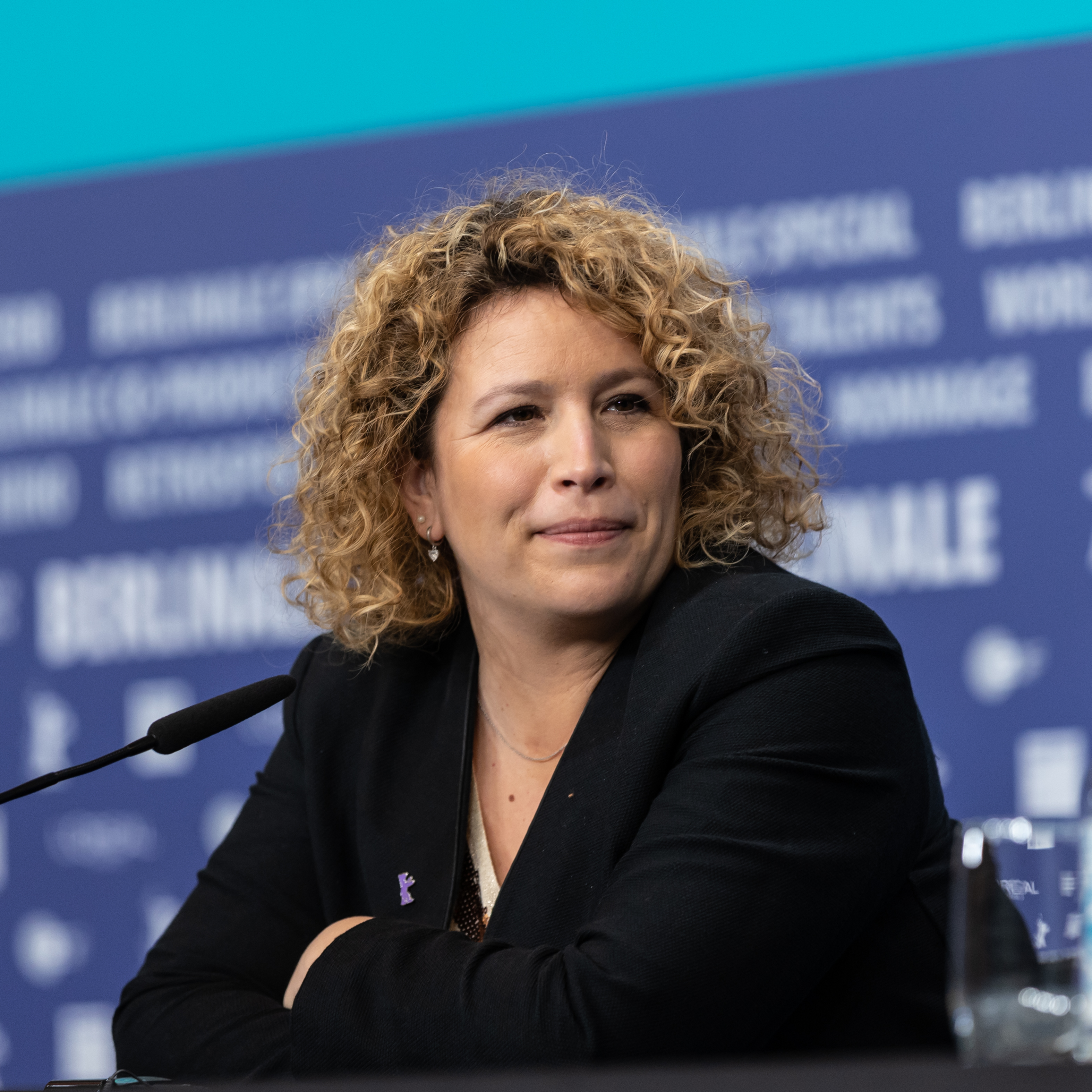
A atriz Anna Rodríguez Otín durante uma coletiva de imprensa.

As personagens de ficção, portanto, têm características das pessoas reais que os interpretam. Jordi Pujol Dolcet (Quimet) tinha deixado de cultivas as terras da família catorze anos atrás por conta dos preços que se pagavam pela fruta; Anna Rodríguez Otín (Dolors) trabalhou colhendo fruta nos verões para poder pagar os estudos de magistério; Josep Abad (Rogelio) é camponês desde os catorze anos, assim como Albert Bosch (Roger). A única atriz profissional da filmagem é a Berta Pipó (irmã da diretora, Carla Simón), quem encarna a Glória, irmã do Quimet.
Antes da filmagem, Simón convocou o elenco numa masia, onde trabalharam três meses se familiarizando com seus papeis de um jeito imformal, ensaiando algumas das cenas por duplas e em grupo; até gravaram cenas prévias à ação do filme, fato que os ajudou a entrar na história e ser mais conscientes dos seus papéis, e surgindo assim os vínculos e a familiaridade entre os atores que se reflete ao longo do filme.

## Pós-produção

### Montagem
A montagem de Alcarràs, ao longo de quase num ano de trabalho, foi a cargo de Ana Pfaff, ganhadora de dois Prémios Gaudí por Verão 1993 (2018) e Els dies que vindran (2020), parcerias também com a diretora Carla Simón.

### Música
Entre a música que escuta-se durante o filme, destaca Cançó de pandero, uma música transmitida oralmente que acompanha os trabalhos agrícolas, que liga o passado à geração mais nova, que é quem a canta. Neste caso, trata-se de uma letra escrita pelos roteiristas do filme, Carla Simón e Arnau Vilaró, e arranjada pelo guitarrista de jazz Ernest Pipó. Também soam La presó del rei de França, interpretada pelos Grallers de Almacelles seguindo a versão instrumental que popularizou a Companyia Elèctrica Dharma; Plan 10 de Dr. Calypso e Ton pare no té nas, interpretada pelo Coro Banahà de Bellvís.

## Estreia

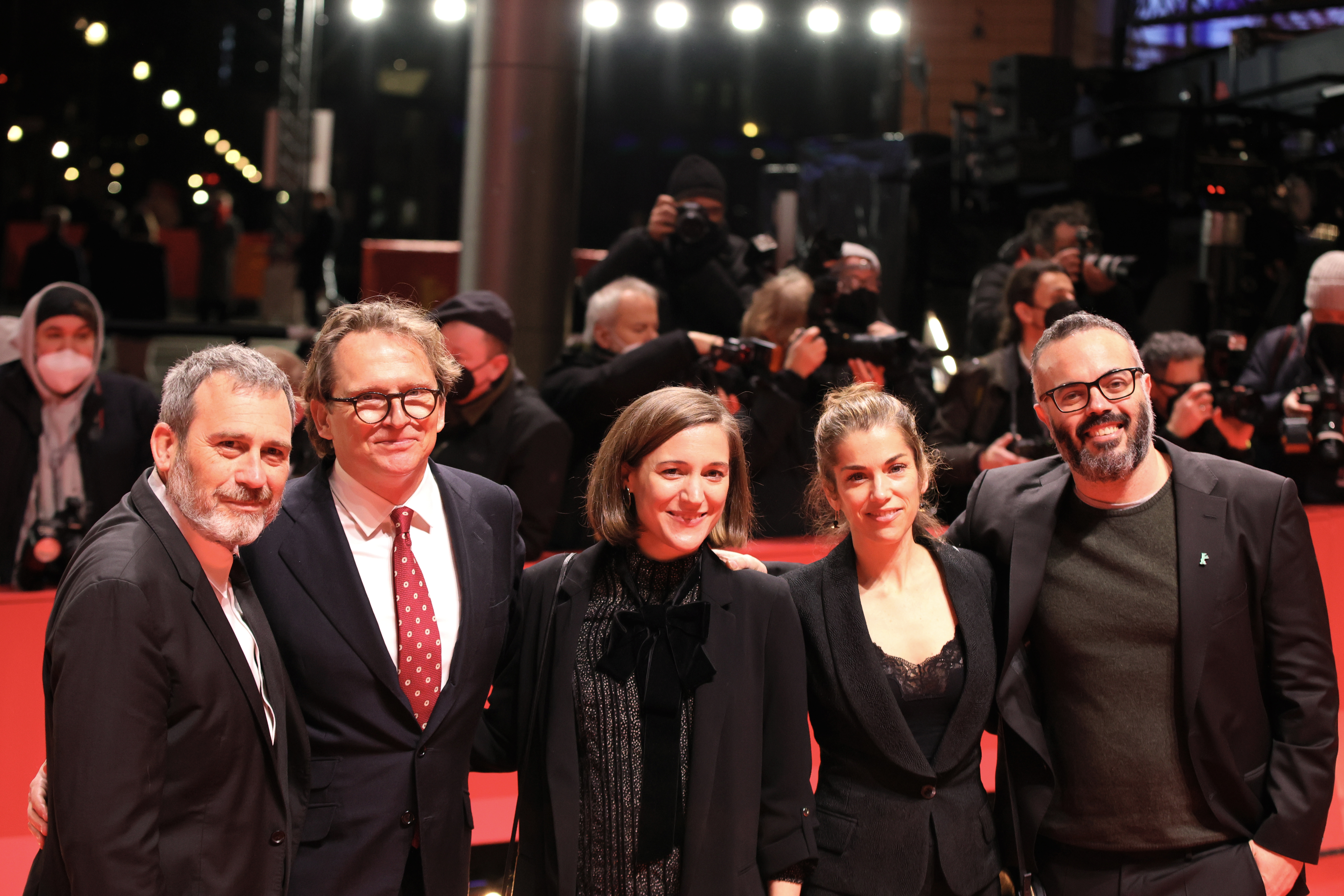
Durante a estreia do filme.

Cinco anos depois que Carla Simón ganhasse o Grande Prémio do Júri pela obra Verão 1993 ao 67º Festival Internacional de Cinema de Berlim, Alcarràs foi exibida na competição oficial do 72º Festival Internacional de Cinema de Berlim, em 15 de Fevereiro de 2022.

O júri do certamen distinguiu-a em 16 de fevereiro ganhou o Urso de Ouro dessa edição –fato que a tornou o primeiro filme em catalão a receber este prémio– pelas «extraordinárias interpretações, tanto dos atores infantis como dos atores de mais de oitenta anos», e pela capacidade de «mostrar a tendresa e a comédia da família e o retrato da dependência da terra», em palavras do diretor de cinema e presidente do júri M. Night Shyamalan. A retransmissão em direto da cerimónia de entrega de prémios do festival foi seguida numa tela gigante no casino de Alcarràs, por mais de duzentos vizinhos e uma dezena dos intérpretes que acabavam de chegar da capital alemã.

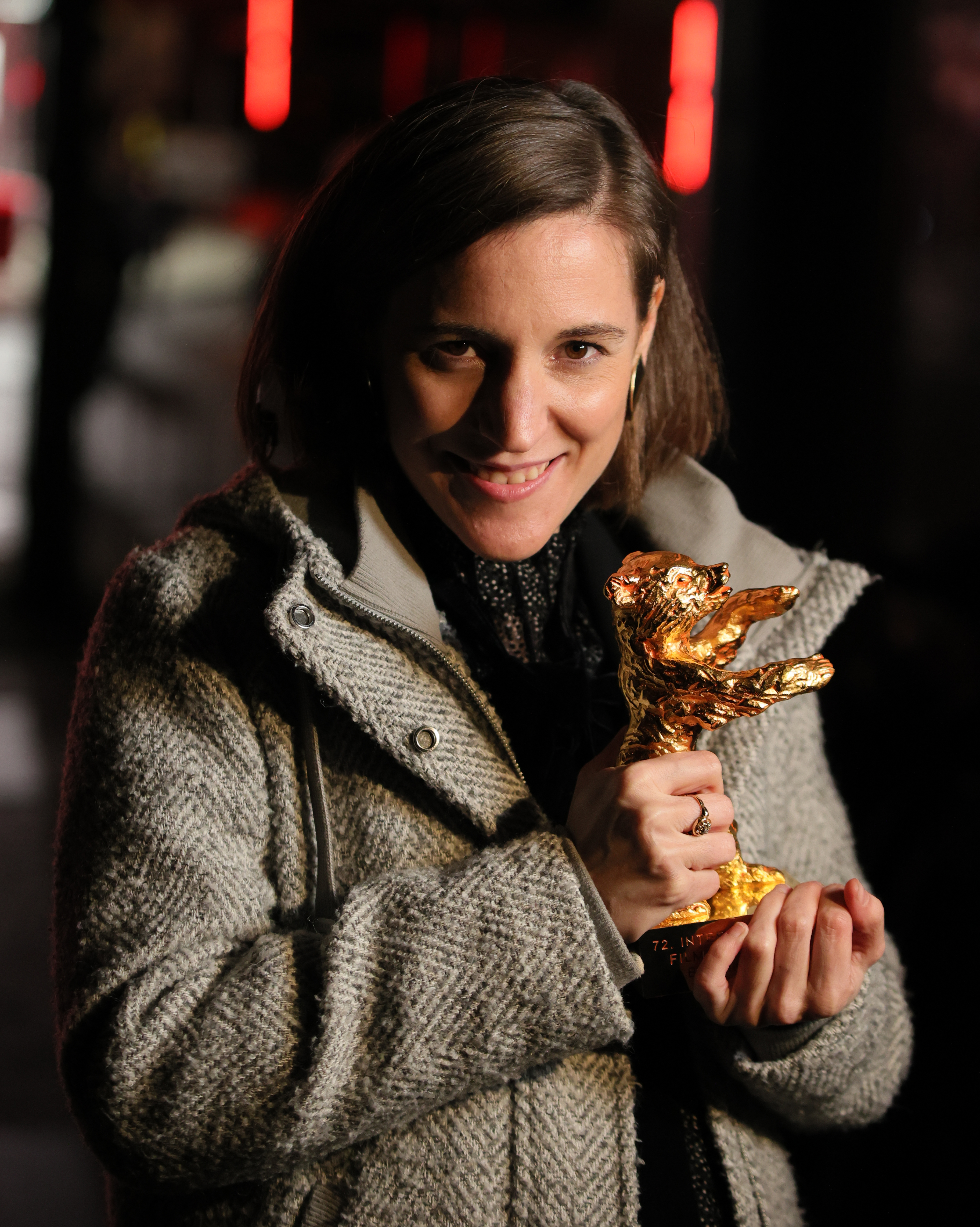
Simón segurando o Urso de Ouro.

Depois de ganhar o Urso de Ouro em Berlim, Alcarràs, que deveria ter competido pela Bisnaga de Ouro do 25º Festival de Málaga, foi exibido só na secção oficial fora de concurso.
A prê-estreia do filme aconteceu em 26 de abril na Llotja de Lleida, ante 1.000 espectadores, com a presença da diretora, a equipe artística, o presidente da Generalitat Pere Aragonès e o prefeito Miquel Pueyo, e foi objeto de uma longa ovação final. Distribuída por Avalon ao Estado espanhol, Alcarràs estreou-se comercialmente nas salas de cinema em 29 de Abril de 2022.
Na primeira semana da sua exibição comercial, foram distribuidas 169 cópias. 13 treze localidades do leste catalão sem cinema reabriram suas salas para a estrear. Alcarràs foi a melhor estreia em catalão da última década, desde Bruc (2010), e situou-se na segunda posição da bilheteria espanhola, chegando a convocar 60.000 espectadores e arrecadando mais de 400.000 euros, três quartas partes só na Catalunha, e contando de uma boa distribuição internacional; entre o verão e o outono estreou-se à maioria de países. A distribuição internacional foi a cargo de MK2 Filmes e Mubi comprou os direitos para os países anglo-saxãos, a América Latina e o sudeste asiático.
Em Portugal, Alcarràs foi lançado em 14 de julho; enquanto no Brasil, o fime foi estreiado na Mostra Internacional de Cinema de São Paulo, em 21 de outubro.
Na sexta-feira 19 de Agosto de 2022, depois de somar 365.000 espectadores nas salas de cinema da Espanha e mais de 2,2 milhões de euros arrecadados, Alcarràs fez o salto às plataformas audiovisuais de reprodução em linha: Filmin, Prime Video, iTunes, Movistar Plus+, Vodafone TV, Orange TV, Google Play e Rakuten.

### Controvérsia
Como as salas de cinema têm liberdade para eleger a versão, isso fez que algumas optassem por projetar o filme legendado em castelhano em alguns cinemas catalães, argumentando que ajudava a entender todos os diálogos e que podia ser interessamte para a comunidade não catalanofalante. A cópia digital do filme que foi distribuida com a versão original (VO), com legendas em castelhano ou inglês e dublada ao castelhano. A polémica sobre as legendas acabou favorecendo a bilheteria das salas que programavam a VO. Alguns espectadores reclamaram à sala a devolução do dinheiro do ingresso, por ter exibido a versão legendada em castelhano sem haver sido avisado.

## Crítica
Sergi Sánchez, na sua resenha na revista Fotogramas, destacou a transparência da câmara, o equilíbrio dos pontos de vista narrativos e o trabalho dos atores não profissionais. Tim Robey, do The Telegraph, puntuou o filme com 5 estrelas sobre 5. Na Variety, Guy Lodge, considerou que Alcarràs confirma «a força e a coerência da voz de Simón» depois de Estiu 1993, e ainda adicionou que «equilibra uma consciência política cativante com seu drama doméstico».
Eulàlia Iglesias, no jornal Ara, viu um retrato de raiz neorrealista «que privilegia o compromisso de veracidade do meio retratado e a perspetiva humanista» de uma família camponesa, no que é «a crónica do fim de toda uma forma de entender um vínculo coletivo com a terra». Na publicação digital Núvol, Carlota Rubio relacionou Alcarràs com o conceito «essencialismo estratégico» introduzido pela filósofa indiana Gayatri Spivak, pelo qual grupos diversos unem forças temporariamente por uma causa maior como acontece no filme com respeito à questão de género, a língua ou a descentralização territorial.

## Prémios
| Ano  | Prémio                                         | Categoria                        | Resultado |
| ---- | ---------------------------------------------- | -------------------------------- | --------- |
| 2022 | 72º Festival Internacional de Cinema de Berlim | Urso de Ouro                     | Vencedor  |
| 2022 | 35º Prémios do Cinema Europeu                  | Melhor filme                     | Indicado  |
| 2022 | 35º Prémios do Cinema Europeu                  | Melhor roteiro                   | Indicado  |
| 2022 | 35º Prémios do Cinema Europeu                  | European University Film         | Indicado  |
| 2023 | 15º Prêmios Gaudí                              | Melhor filme                     | Vencedor  |
| 2023 | 15º Prêmios Gaudí                              | Melhor direção                   | Vencedor  |
| 2023 | 15º Prêmios Gaudí                              | Melhor roteiro                   | Vencedor  |
| 2023 | 15º Prêmios Gaudí                              | Melhor dir. de produção          | Vencedor  |
| 2023 | 15º Prêmios Gaudí                              | Prémio especial do público       | Vencedor  |
| 2023 | 15º Prêmios Gaudí                              | Ator revelação (Albert Bosch)    | Indicado  |
| 2023 | 15º Prêmios Gaudí                              | Atriz revelação (Xènia Roset)    | Indicado  |
| 2023 | 15º Prêmios Gaudí                              | Atriz secundária (Berta Pipó)    | Indicado  |
| 2023 | 15º Prêmios Gaudí                              | Atriz secundária (Montse Oró)    | Indicado  |
| 2023 | 15º Prêmios Gaudí                              | Ator secundário (Josep Abad)     | Indicado  |
| 2023 | 15º Prêmios Gaudí                              | Montagem                         | Indicado  |
| 2023 | 15º Prêmios Gaudí                              | Música original                  | Indicado  |
| 2023 | 15º Prêmios Gaudí                              | Fotografia                       | Indicado  |
| 2023 | 15º Prêmios Gaudí                              | Figurino                         | Indicado  |
| 2023 | 15º Prêmios Gaudí                              | Som                              | Indicado  |
| 2023 | 10º Prémios Feroz                              | Melhor direção                   | Vencedor  |
| 2023 | 10º Prémios Feroz                              | Melhor drama                     | Indicado  |
| 2023 | 10º Prémios Feroz                              | Melhor roteiro                   | Indicado  |
| 2023 | 37º Prémios Goya                               | Melhor filme                     | Indicado  |
| 2023 | 37º Prémios Goya                               | Melhor direção                   | Indicado  |
| 2023 | 37º Prémios Goya                               | Melhor roteiro original          | Indicado  |
| 2023 | 37º Prémios Goya                               | Ator revelação (Albert Bosch)    | Indicado  |
| 2023 | 37º Prémios Goya                               | Ator revelação (Jordi Pujol)     | Indicado  |
| 2023 | 37º Prémios Goya                               | Atriz revelação (Anna Rodríguez) | Indicado  |
| 2023 | 37º Prémios Goya                               | Montagem                         | Indicado  |
| 2023 | 37º Prémios Goya                               | Direção de produção              | Indicado  |
| 2023 | 37º Prémios Goya                               | Fotografia                       | Indicado  |
| 2023 | 37º Prémios Goya                               | Direção de arte                  | Indicado  |
| 2023 | 37º Prémios Goya                               | Som                              | Indicado  |

Alcarràs foi um dos trinta filmes pré-selecionados para os 35º Prémios do Cinema Europeu, entregues em 10 de Dezembro numa gala em Reykjavík; mas não ganhou nenhuma das três categorias às que foi indicado A Academia de Cinema da Espanha escolheu Alcarràs para a corrida pelos Óscar como melhor filme internacional, mas não foi uma das finalistas. Nos prémios Gaudi, Alcarrás venceu em 5 das 15 categorias em que foi indicado; enquanto nos Goya o filme não teve sucesso en nenhuma das 11 indicações que tinha recebido, a surpresa negativa da noite.

## Crítica social

### Mundo rural
Segundo a pesquisadora em literatura comparada Aina Vidal-Pérez, a terra protagoniza os três temas principais do filme: o trabalho, a propriedade e a transmissão. Em Alcarràs, explica-se que o latifundiário Pinyol foi escondido pela família Solé durante a Guerra Civil espanhola e, em compensação, cedeu-lhes uns campos em usufruto. O vô Rogelio refere-se a um passado, não tão longínquo, em que a produção agrícola era o sector económico central, não tinham precisado se adaptar aos monocultivos, nem aos abusos do atual sistema de distribuição alimentar, nem às pragas de coelhos –quando seus depredadores naturais não tinham sido extingidos–. O filme narra uma parte da história do século XX no interior do país e resgata os territórios periféricos do esquecimento sofrido; uns espaços que interessam pouco ao tecido produtivo dominante do capitalismo global.
Em definitiva, pondo o acento na oralidade como aquilo que nos faz ser mais humanos, Alcarràs é o tributo a um ofício que dá voz ao legado da memória compartilhada, nosso património cultural e, portanto, a nossa identidade.

### Defesa da terra

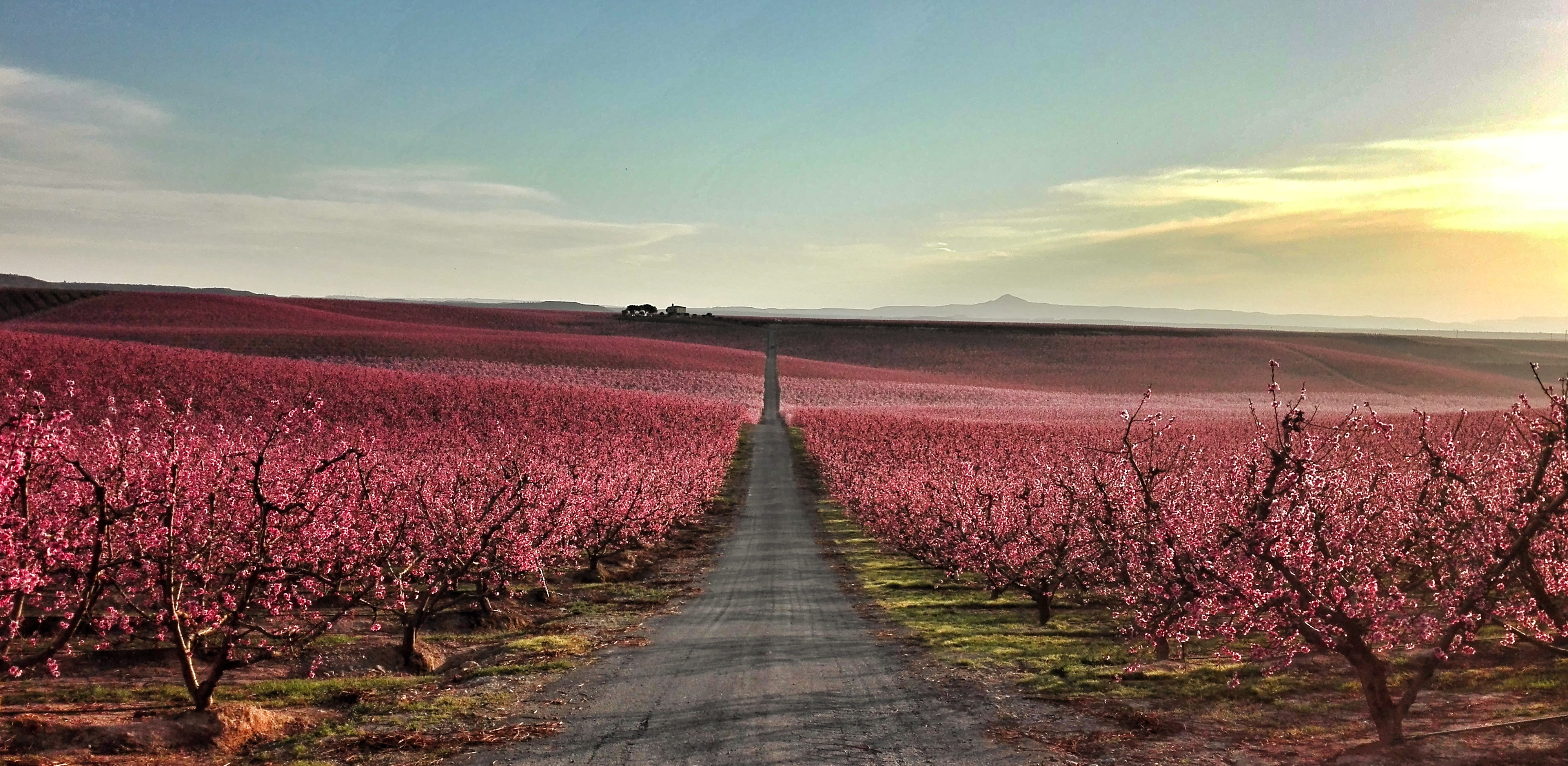
Pessegal em Aitona, a 10 km de Alcarràs.

O leste catalão foi históricamente maltratado pelos projetos de desenvolvimento da Espanha da pós-guerra, mas que perduram no século XXI, com projetos especulativos que atentam contra o jeito de viver dos seus habitantes: Em 2022, as empresas Ignis Energia e Solaria podem somar 800 hectares que produziriam 400 megawatts de potência. Uma linha de alta tensão de 17 km será instalada, atravessando os campos ainda que foram apresentada mais de 2.000 alegações contra o projeto. O termo municipal de Alcarràs, de 9.500 pessoas, é a localidade dos Países Catalães com maior número de macro-fazendas de animais em confinamento, somando quase 250.000 porcos, além de frangos, galinhas, bois e ovelhas, sendo o segundo município da Europa com maior número de animais de granja.
Já seja pela pecuária intensiva ou pelos macroprojectos energéticos, as grandes empresas espanholas (com a colaboração do Governo) podem desapropiar terras de «utilidade pública», ainda ganhando subvenções públicas para a implantação das energias renováveis, numa mal entendida transição energética.
O povo do mundo rural sobrevive entre a subida dos custos de produção, os baixos preços das vendas, a burocracia, a falta de relevo generacional e o despovoamento da região; ainda deve afrontar o empobrecimento social, económico e ecológico do país. Os protagonistas do filme, porém, continuam a resistir à industrialização e à promessa de um duvidoso progresso social.

### Cinema em catalão

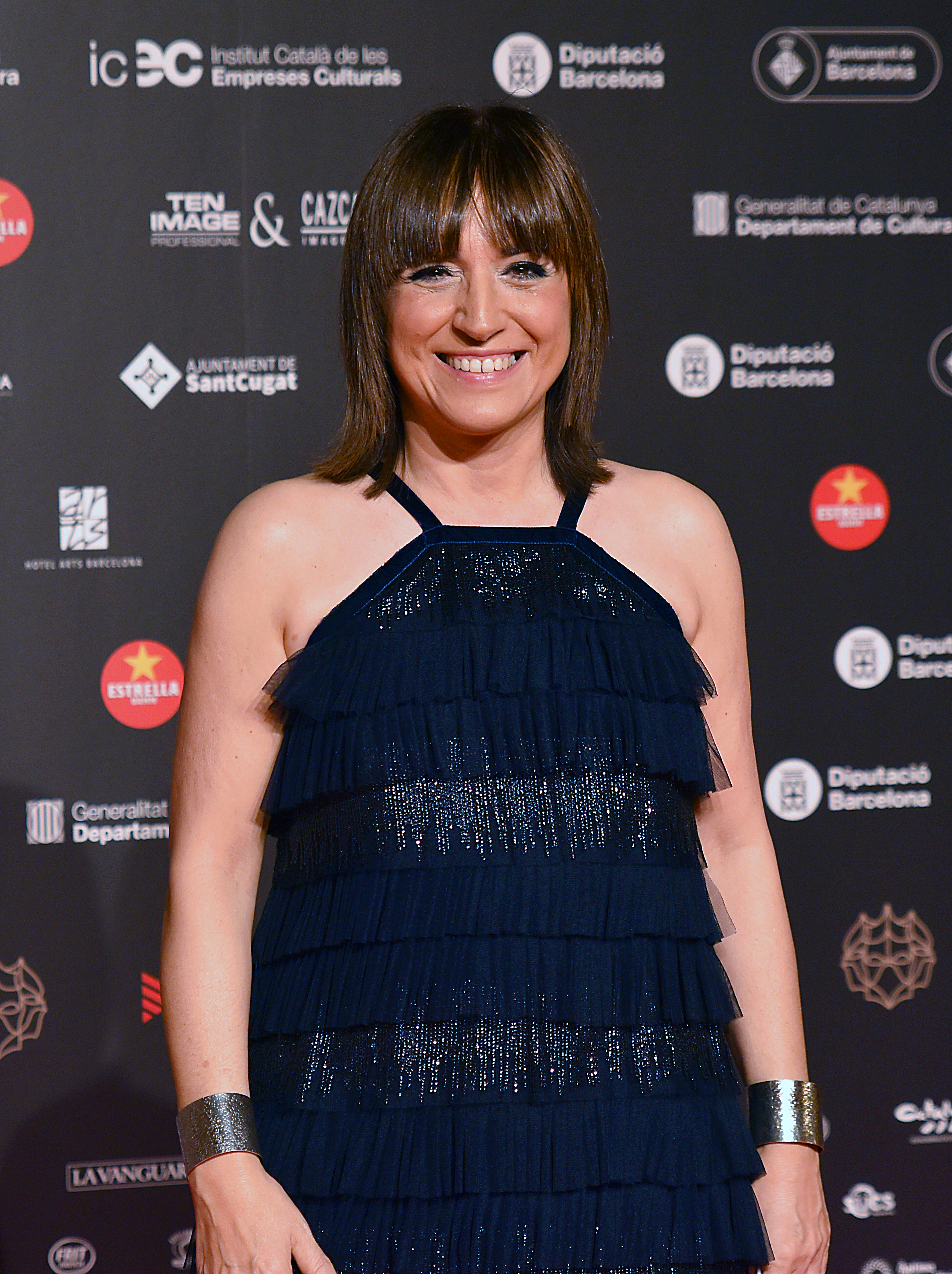
Judith Colell, 2022

O sucesso comercial de Alcarràs, equiparável ao de Pão negro (2010) que chegou a ser pré-candidata para os prémios Oscar, fez renascer o debate social sobre a falta de inversão no cinema em catalão e a pouca quantidade de conteúdos audiovisuais nesta língua. A presidenta da Academia do Cinema Catalão, a cineasta Judith Colell, lamentou que só 6 dos 59 títulos candidatos aos Prémios Gaudí de 2022 fossem filmados em língua catalã e que, de média, estes tivessem um orçamento de € 720.000, muito debaixo dos € 2.000.000 dos filmes em outras línguas.
Dado que a inversão em coproduções da TV3 baixou um 50% na última década, os profissionais da indústria cinematográfica reclamam maior inversão na produção de longas-metragens, diante da situação do catalão como língua minorizada, sendo que as ajudas da Generalidade da Catalunha ao cinema tivessem representado só em 0,008% do PIB da Catalunha em 2020.

## Além do filme
Em 16 de junho de 2022, a editorial La Magrana publicou o livro Alcarràs. Una història sobre la terra, la pagesia i la família, do coguionista do filme e continuista da filmagem, Arnau Vilaró. A obra inclui o guião e narra a conceição do filme, como foi pensada, definida e explicada pela sua criadora, a cineasta Carla Simón.